# Armstrong Siddeley Lynx
Armstrong Siddeley Lynx byl hvězdicový vzduchem chlazený letecký sedmiválec. Tento motor, vyvinutý a vyráběný firmou Armstrong Siddeley Motors Ltd., byl zaveden do výroby roku 1920.
Motory Lynx poháněly kupř. letouny Airspeed Courier, Airspeed AS.6 Envoy, Armstrong Whitworth Ape, Avro 504N, Avro 504Q, Avro 504R, Avro 584 Avocet, Avro 618 Ten, Avro 621 Tutor, Avro 626 Prefect, Boulton Paul Bittern, Gloster Grouse II, Parnall Parasol, Saro Cutty Sark, Saro Cloud, Supermarine Seamew, Vickers Vireo či Westland Wagtail.

## Technická data
- Typ: čtyřdobý zážehový vzduchem chlazený hvězdicový letecký sedmiválec s atmosférickým plněním (s výjimkou motoru Lynx IVS), s přímým náhonem na levotočivou tažnou vrtuli

### Armstrong Siddeley Lynx I
- Vrtání válce: 5,00 in (127 mm)
- Zdvih pístu: 5,50 in (139,7 mm)
- Celková plocha pístů: 886 cm²
- Zdvihový objem motoru: 756 cu.in. (12 388 cm³)
- Kompresní poměr: 5,0
- Průměr motoru: 1092 mm
- Délka motoru: 1100 mm
- Rozvod: OHV (řízený vačkovým kotoučem), dvouventilový (s jedním sacím a jedním výfukovým ventilem na válec)
- Mazání: tlakové, se suchou klikovou skříní
- Předepsané palivo: neetylizovaný benzín min. o.č. 74
- Hmotnost suchého motoru (tj. bez provozních náplní): 176,9 kg
- Výkony:
  - vzletový: 145 hp (108 kW) při 1500 ot/min
  - maximální: 150 hp (112 kW) při 1620 ot/min

### Armstrong Siddeley Lynx IVC
- Vrtání válce: 5,00 in (127 mm)
- Zdvih pístu: 5,50 in (139,7 mm)
- Celková plocha pístů: 886 cm²
- Zdvihový objem motoru: 756 cu.in. (12 388 cm³)
- Kompresní poměr: 5,0
- Průměr motoru: 1158 mm
- Rozvod: OHV (řízený vačkovým kotoučem), dvouventilový (s jedním sacím a jedním výfukovým ventilem na válec)
- Mazání: tlakové, se suchou klikovou skříní
- Předepsané palivo: letecký benzín s o.č. 77 (specifikace DTD 134)
- Hmotnost suchého motoru (tj. bez provozních náplní): 233,6 kg
- Výkony:
  - maximální: 240 hp (179 kW) při 2090 ot/min